# برگزیت (فیلم)
برگزیت (انگلیسی: Brexit: The Uncivil War) فیلمی درام به نویسندگی جیمز گراهام و کارگردانی توبی هاینس است که در سال ۲۰۱۹ ساخته شده‌است. فیلم وقایع منتهی به همه‌پرسی عضویت بریتانیا در اتحادیه اروپا در سال ۲۰۱۶ را از دریچه فعالیت‌های استراتژیست کارزار رأی به خروج که خواستار خارج‌شدن بریتانیا از اتحادیه اروپا موسوم به برگزیت بود، نشان می‌دهد. تاریخ پخش این فیلم از کانال ۴ در بریتانیا ۷ ژانویه و از شبکه اچ‌بی‌او در آمریکا، ۱۹ ژانویه ۲۰۱۹ بود. بندیکت کامبربچ در فیلم در نقش دومینیک کامینگز، مدیر کارزار «رأی به خروج» ظاهر شده‌است.